# Gregor Braun
Gregor Braun (ur. 31 grudnia 1955 w Neustadt an der Weinstraße) – niemiecki kolarz torowy i szosowy, dwukrotny złoty medalista olimpijski z Montrealu i czterokrotny medalista torowych mistrzostw świata.
Triumfował w wyścigu na 4000 m na dochodzenie, w rywalizacji indywidualnej i w drużynie (tworzyli ją także Peter Vonhof, Hans Lutz i Günther Schumacher). W latach 1977–1989 startował jako profesjonalista, m.in. w barwach francuskich i włoskich grup zawodowych. W rywalizacji zawodowców sięgał po tytuły mistrza świata (na 5 km).

## Starty olimpijskie
Montreal 1976
- 4 km na dochodzenie: indywidualnie i drużynowo - złoto